# Gattinara
Gattinara é uma comuna italiana da região do Piemonte, província de Vercelli, com cerca de 8.610 habitantes. Estende-se por uma área de 33 km², tendo uma densidade populacional de 261 hab/km². Faz fronteira com Ghemme (NO), Lenta, Lozzolo, Roasio, Romagnano Sesia (NO), Rovasenda, Serravalle Sesia.

## Demografia
| Variação demográfica do município entre 1861 e 2011                               |
|                                                                                   |
| Fonte: Istituto Nazionale di Statistica (ISTAT) - Elaboração gráfica da Wikipedia |